# Miranda July
Miranda Jennifer Grossinger (Barre, Vermont, 15 de febrer de 1974) coneguda artísticament com Miranda July, és una artista, música, escriptora, actriu, i directora de cinema estatunidenca.

## Biografia
July és filla de Richard Grossinger, de religió jueva, i de Lindy Hough, protestant. Tots dos escriptors, ensenyaven al Goddard College de Vermont i l'any del seu naixement van fundar North Atlantic Books, una editorial sobre salut alternativa, arts marcials i títols espirituals. El 1977 l'editorial es va instal·lar en Berkeley (Califòrnia).
Va ser encoratjada a escriure per Rick Moody, autor amic de la família i va començar amb obres de teatre que portava a escena al club 924 Gilman Street.
Va assistir a la Universitat de Califòrnia a Santa Cruz, però la va abandonar al segon curs, posteriorment es va mudar a Portland, Oregon, on es va dedicar a l'actuació i a l'escriptura.
Viu en Los Angeles, Califòrnia, des de 2005, on aquest mateix any va fer la seva aplaudida pel·lícula Me and You and Everyone We Know, omèdia que va escriure, va dirigir i en la qual també va actuar, interpretant a un dels personatges principals.

## Filmografia
Filmmaker Magazine la va considerar com a número u en un article sobre "25 Cares noves del Cinema Independent" l'any 2004. Després de guanyar un cert reconeixement en el Taller del Festival de Cinema de Sundance, va realitzar el seu primer llargmetratge Me and You and Everyone We Know, que es va estrenar en 2005. La pel·lícula va guanyar la Caméra d'Or al Festival Internacional de Cinema de Canes el 2005.
Al començament de 1996, vivint a Portland, July va començar un projecte anomenat Joanie4Jackie (originalment anomenat "Big Miss Moviola") que sol·licitava curtmetratges de dones, ella els va recopilar en una cinta de vídeo, usant el sistema conegut com "cadàver exquisit". Llavors va enviar la cinta a les participants i als abonats a la sèrie i ho va oferir a altres interessats. A més del "cadàver exquisit", July va començar una segona sèrie anomenada Co-Star Sèries, on ella convidava a amics de ciutats més grans per a seleccionar un grup de pel·lícules fora de les enviades per al "cadàver exquisit". Els comissaris van incloure a Miranda July, Rita Gonzalez i Astria Suparak. La sèrie Joanie4Jackie també va ser projectada en festivals de cinema i en esdeveniments de pel·lícules DIY (Do It Yourself: "Fes-ho tu mateix"). Han existit tretze edicions, l'última es va celebrar en 2002.

## Música
Va gravar el seu primer EP amb Kill Rock Stars en 1996, anomenat Margie Ruskie Stops Time, amb música de The Need. Després d'això, va treure dos LP: 10 Million Hours A Mile el 1997 i Binet-Simon Test el 1998, tots dos amb Kill Rock Stars. El 1999 va fer un EP en col·laboració amb IQU publicat a través de KRecords.

## Multimèdia
En 1998 July va realitzar la seva primera peça completa de performance multimèdia, Love Diamond, en col·laboració amb el compositor Zac Love i amb l'ajuda de l'artista Jamie Isenstein; la va anomenar "live movie". La va representar en diversos llocs del país, incloent-hi el Nova York Vídeo Festival, The Kitchen, i Jo-jo a Go-go a Olympia. Va crear la seva següent peça completa de performance, The Swan Tool, l'any 2000, també en col·laboració amb Love i amb el treball de producció digital de Mitsu Hadeishi. Va representar aquesta peça en diversos llocs de tot el món, incloent-hi el Portland Institute for Contemporary Art, el Festival Internacional de Cinema de Rotterdam, l'Institute of Contemporary Arts a Londres, i el Walker Art Center a Minneapolis.
En 2006, després d'acabar el seu primer llargmetratge, va crear una altra peça multimèdia, Things We Don’t Understand and Definitely are Not Going To Talk About, que va presentar a Los Ángeles, San Francisco, i Nova York.
La seva narració The Boy from Lam Kien va ser publicada el 2005 per Cloverfield Press, com una edició especial amb il·lustracions a càrrec de Elinor Nissley i Emma Hedditch. El seu següent relat, Somehing that needs nothing, va ser publicat en l'edició del 18 de setembre de 2006 de la revista New Yorker. No One Belongs Here More Than You és un llibre de 224 pàgines que recopila diversos relats i que va ser publicat el 15 de maig de 2007. Aquesta publicació va guanyar el Frank O'Connor International Short Story Award el 24 de setembre de 2007.
July és també la fundadora de la comunitat artística en línia Learning to Love You More, fundada amb Harrell Fletcher i Yuri Ono. La pàgina, fundada en 2002, proposa tasques per a artistes amateur, les quals han de completar i publicar per a formar part del projecte d'art col·lectiu. Una entrevista amb Yuri Ono es pot trobar a la revista InDigest. Learning to Love You More també va publicar un llibre de l'art en línia el 2007.

## Obres literàries
- The Boy from Lam Kien, Cloverfield Press, 2005
- No One Belongs Here More Than You: Stories, Charles Scribner's Sons, 2007 -
- Learning to Love You More (amb Harrell Fletcher), Prestel Publishing, 2007
- It Chooses You, Editorial Mcsweeney’s, 2011

Relats publicats a revistes
- Jack and Al, Mississippi Review, 2002
- The Moves, Tin House, 2003
- This Person, Bridge Magazine, 2003
- Birthmark Arxivat 2007-09-30 a Wayback Machine., The Paris Review Nº165, Spring 2003
- Frances Gabe's Self Cleaning House, Nest Magazine, 2003
- It Was Romance, Harvard Review, 2003
- Making Love in 2003, The Paris Review Nº166, Summer 2003
- The Man on the Stairs, Fence Magazine, 2004
- The Shared Patio, Zoetrope: All-Story, Winter 2005
- Something That Needs Nothing, The New Yorker, 18.09.2006
- Majesty, Timothy McSweeney's Quarterly Concern, 28.09.2006
- The Swim Team, Harper's Magazine, January 2007

## Discografia
Discs
- 10 Million Hours a Mile (1997) (Kill Rock Stars)
- The Binet-Simon Test (1998) (Kill Rock Stars)

EP
- Margie Ruskie Stops Time EP (1996) amb música de The Need (Kill Rock Stars)
- Girls on Dates EP doble amb IQU (1999) (K Records)

## Filmografia
Llargmetratges
- Me and You and Everyone We Know (2005) – direcció, guió i actuació
- The Future (2011) – direcció, guió i actuació
- Kajillionaire (2020) – direcció i guió

Curtmetratges
- I Started Out with Nothing and I Still Have Most of It Left[8]
- Atlanta (1996) – aparegut a Audio-Cinematic Mix Tape (Peripheral Produce)
- A Shape Called Horse (1999) – aparegut a Video Fanzine #1 (Kill Rock Stars)
- Nest of Tens (1999) (Peripheral Produce)
- Getting Stronger Every Day (2001) – 6 mins 30 secs,[9] aparegut a Peripheral Produce: All-Time Greatest Hits: a collection of experimental films and videos (Peripheral Produce)
- Haysha Royko (2003) – 4 mins[10]
- Are You the Favorite Person of Anybody? (2005)[8] – aparegut a Wholphin issue 1
- Somebody (2014), Miu Miu's Women's Tales 8 – 10 mins 14 secs
- Miranda July Introduces the Miranda (2014) – anunci d'una bossa de mà dissenyada per July i Welcome Companions. Amb música de JD Samson.

## Premis i distincions
Festival Internacional de Cinema de Canes
| Any  | Categoria                         | Pel·lícula                      | Resultat   |
| ---- | --------------------------------- | ------------------------------- | ---------- |
| 2005 | Caméra d'Or                       | Me and You and Everyone We Know | Guanyadora |
| 2005 | Premi de la setmana de la crítica | Me and You and Everyone We Know | Guanyadora |